# Hearts of Iron (serie)
Hearts of Iron es una serie de videojuegos de estrategia bélica compleja desarrollada por Paradox Development Studio y distribuida por Paradox Interactive. Se centra en la Segunda Guerra Mundial.

## Juegos

### Hearts of Iron
Es la primera entrega de esta serie. Fue desarrollado por Paradox Development Studio y distribuido por Strategy First en 2002. El motor usado fue el de Europa Universalis. Al estar ambientado en la Segunda Guerra Mundial, se pueden dirigir varios países militar, económica y políticamente tales como la Alemania Nazi, la URSS, Francia o la Italia Fascista.

### Hearts of Iron II
Es la segunda entrega, y salió para Microsoft Windows, OSX y Linux ambientado en la Segunda Guerra Mundial y desarrollado por Paradox Interactive en 2005.

### Hearts of Iron III
Es el tercer juego y la secuela de Hearts of Iron II. Fue anunciado el 20 de agosto de 2008 y salió al mercado el 7 de agosto de 2009.

### Hearts of Iron IV
Es la cuarta entrega centrada como los anteriores juegos, en la Segunda Guerra Mundial. Se anunció en enero de 2014 fue lanzado el 6 de junio de 2016.